# Autour de minuit (société de production)
Pour les articles homonymes, voir Autour de minuit.
Autour de minuit est une société française de production audiovisuelle créée en 2001 par Nicolas Schmerkin.
Tout en privilégiant la production de courts métrages, la société développe plusieurs projets de longs métrages et de séries d’animation. Autour de Minuit se consacre également depuis 2004 à la distribution internationale de films d’animation et d’expérimentations digitales, avec un catalogue de plus de 300 films.

## Historique
Autour de Minuit est une société de production créée en 2001 par Nicolas Schmerkin afin de porter des projets novateurs sur la forme et impertinents sur le fond, faisant la part belle aux nouvelles technologies et à la création sonore. Au fil du temps, la ligne éditoriale s’est ouverte à d’autres genres et publics, en s’intéressant tout aussi bien au documentaire, à la fiction, au clip ou encore à l’animation jeunesse. La société compte aujourd’hui une équipe de huit permanents, ainsi que deux studios de fabrication, à Paris et Angoulême, pouvant accueillir à eux deux jusqu’à 30 personnes.
L’hybridation des techniques, des supports et des genres, au cœur de la démarche artistique de la plupart des œuvres portées par la société, lui permet d’explorer des territoires plastiques et sensoriels encore vierges. La société a produit plus de 80 courts dont les classiques Obras, Flesh, Carlitopolis, Babioles, Peripheria, Decorado, Bavure et Logorama.
Autour de Minuit se consacre également depuis 2004 à la distribution internationale de courts d’animation, de formats spéciaux et d’expérimentations digitales, avec un catalogue de près de 400 titres.
La société produit ou coproduit également depuis 2012 des projets pour la TV, comme la série hybride pour adultes Babioles (Canal+), des unitaires de Panique au Village : La Bûche de Noël, La Rentrée des classes et La Foire agricole (Canal+ et France Télévisions), la série d’animation jeunesse Non-Non (52x7’ pour les 4-6 ans, sur Piwi+ depuis 2018), dont ont été déclinés deux spéciaux 26’ sur Piwi+ également : Déluge à Sous-Bois-Les-Bains ! (sorti en salle en France avec Cinéma Public Films) et Non-Non rétrécit, récemment achevé. La société vient également de terminer la production de la première saison de Jean-Michel Super Caribou (série animée de 52x11’ pour les 6-8 ans) disponible sur Okoo et France 5 depuis février 2020. Autour de Minuit développe actuellement de nouveaux projets de séries animées, parmi lesquelles Galaxy Camp (52x13’ pour les 8+), présentée au dernier Cartoon Forum, The Wind Ups (26x3’ pour ado/adultes) ou encore Two Little Birds (52x3’ pour les 4-6 ans).
Autour de Minuit affirme également son passage au long : producteur associé de Psiconautas d’Alberto Vazquez (Prix Greenpeace à San Sebastian 2015, Goya 2017 du meilleur long métrage d’animation), la société travaille actuellement sur la production de son deuxième long métrage, Unicorn Wars. Deux autres projets sont en développement : The Midnight King (comédie musicale animée sur des chansons originales de Patrick Watson) et Stupor Mundi (d’après le roman graphique de Nejib aux éditions Gallimard).

## Filmographie
2004
- The Way We Have Chosen (Mat & Spon) - clip
- Obras (Hendrick Dusollier) - court-métrage

2005
- Flesh (Édouard Salier) - court-métrage
- Empire (É. Salier) - court-métrage
- Kontrol Eskape (Mat & Spo) - court-métrage

2006
- Carlitopolis redux (Luis Nieto) - court-métrage + performance live
- Far West (Luis Nieto)  - performance live
- Silence Is Golden (Chris Shepherd) - court-métrage
- Into the Flesh (É. Salier) - installation + performance

2007
- Cla : Sexto Andar (Laurie Thinot)  - clip
- Ça ne rime à rien (Claude Duty) - court-métrage
- Luke : La Terre ferme (Laurie Thinot)  - clip
- Face (Hendrick Dusollier) - court-métrage + installation
- Nietopolis (Luis Nieto) - performance live interactive
- Dog Days (Geoffroy de Crécy) - court-métrage
- Prof. Nieto Show (Luis Nieto) - court-métrage

2008
- Œdipe (Capucine) - court-métrage
- Dix (Bif) - court-métrage
- Naïade (Nadia Micault, Lorenzo Nanni) - court-métrage
- Hushpuppies  : Down, Down, Down (Luis Nieto) - clip
- Luke : Stella (Nadia Micault) - clip
- Morana' (Simon Bogojevic-Narath) - court-métrage
- Silken (Yann Bertrand et Damien Serban) - court-métrage
- S.I.T.E (Pablo Orlowsky) - court-métrage

2009
- Capucine (Luis Nieto) - moyen-métrage
- Logorama (H5, François Alaux, Hervé de Crécy, Ludovic Houplain) - court-métrage
- 4 (É. Salier) - court-métrage
- Lila (Broadcast Club) - court-métrage

2010
- Spin (Max Hattler) - court-métrage
- The Gloaming (No Brain) - court-métrage
- Babioles (Matray) - court-métrage
- Civilisation (Claude Duty) - court-métrage
- Les statues baroques ne mâchent pas de chewing-gum (L’Amicale du réel) - documentaire
- En mode F.P.R (L’Aamicale du réel) - documentaire
- La Meilleure façon de tracer (L’Amicale du réel)  - documentaire
- MRDRCHAIN (Ondrej Svadlena) - court-métrage

2011
- Aalterate (Christobal de Oliveira) - court-métrage
- Organopolis (Luis Nieto) Pilote de série d’animation
- Le Monstre de Nix (Rosto) - court-métrage
- Chase 3D (Adriaan Lokman) - court-métrage
- Zona (Edouard Salier) - court-métrage

2012
- Babioles, Saison 1 & 2  (Mathieu Auvray) - Série hybride
- Lonely Bones (Rosto) - court-métrage
- Le Livre des morts (Alain Escalle) - court-métrage
- Steve (Mathieu Auvray) - Pilote de série d’animation
- Laurent Garnier: Jacques in the Box (Pablo Orlowsky) - Clip (Ed Banger)
- Franssiss (Mathieu Auvray) - court-métrage

2013
- Panique au Village : La Bûche de Noël (Patar et Aubier) Spécial TV

- The Master’s Voice (Guilherme Marcondes)

- The Ringer (Chris Shepherd)

- Sonata (Nadia Micault)

2014
- Habana (Edouard Salier)  - court-métrage
- Splintertime (Rosto) - court-métrage
- Jean-Michel, le Caribou des Bois (Mathieu Auvray)  D’après « Jean-Michel est amoureux » écrit et illustré par Magali Le Huche

2015
- The Race (Michaël le Meur)
- Peripheria (David Coquard-Dassault)
- Ghost Cell (Antoine Delacharlery)

2016
- Johnno’s Dead (Chris Shepherd)
- Panique au Village : La Rentrée des Classes (Patar et Aubier) - Spécial TV
- Estate (Ronny Trocker)
- Jukai (Gabrielle Lissot)
- Journal Animé (Donato Sansone)
- Collection Canal + « Dessine toujours ! » sur le thème « Liberté d’expression »
- Decorado (Alberto Vázquez)
- Time Rodent (Ondrej Svadlena)

2017
- Robhot (Donato Sansone)
- I Want Pluto to be a Planet Again (Marie Amachoukeli et Vladimir Mavounia-Kouka)
- Collection Canal + « Demain si j’y suis ! » sur le thème « 2050 »
- 59 secondes (Mauro Carraro) en coproduction avec Nadasdy Films
- Non-Non : Déluge à Sous-Bois-Les-Bains (Mathieu Auvray) - Spécial TV

2018
- Non-Non, Saison 1 (M. Auvray, J-S. Vernerie, M. Granica - 52x7’)  D’après les livres écrits et illustrés par Magali Le Huche
- Reruns (Rosto)
- Bendito Machine VI (Jossie Malis)
- Brexicuted (Chris Shepherd)
- Bavure (Donato Sansone)
- Soy una tumba (Khris Cembe) en coproduction avec UniKo

2019
- Non-Non Rétrécit (Wassim Boutaleb) - Spécial TV
- Metamorphosis (Juan Fran Jacinto, Carla Peirera) en coproduction avec Bigaro
- Panique au Village : La Foire agricole (Patar et Aubier) Spécial TV
- Sous le cartilage des côtes (Bruno Tondeur) en coproduction avec Take Five et Schmuby

2020
- Thee Wreckers Tetralogy (Rosto – 70’)
- Jean-Michel Super Caribou, Saison 1 (Mathieu Auvray, Pauline Pinson, 52x11’)  D’après les livres écrits et illustrés par Magali Le Huche
- Fabrizio Rat : Cobalt (Donato Sansone) Clip
- Homeless Home (Alberto Vázquez) en coproduction avec UniKo
- Empty Places (Geoffroy De Crécy)

## Distinctions

### Récompenses
- 2006 : Prix Procirep[1] du meilleur producteur français de courts-métrages
- 2010 : Oscar du Meilleur court métrage d’animation pour Logorama
- 2011 : César du meilleur court métrage pour Logorama
- 2015 : Prix Export Unifrance
- 2016 : Best European Producer au Cartoon Tribute
- 2019 : Prix Unifrance du Meilleur distributeur
- 2019 : Cristal TV pour Panique au village (série télévisée) - La Foire Agricole au Festival international du film d'animation d'Annecy
- 2020 : Prix du Jury pour Homeless Home [2], Prix Festival Connexion pour Empty Places au Festival international du film d'animation d'Annecy
- Plus de 500 prix en festivals

### Nominations
- César 2011 du meilleur film d'animation pour Logorama